# Aj Ne' Yohl Mat
Aj Ne' Yohl Mat (... – 11 agosto 612) è stato il nono ajaw della città-Stato Maya di Palenque.

## Biografia
Ascese al trono nel 605, succedendo alla madre, Yohl Ik'nal, e morì nel 612, avendo governato in un periodo di difficoltà del regno.